# Widja Mazereeuw
Wijda Mazereeuw (Enkhuizen, 11 d'agost de 1953) és una exnedadora neerlandesa, especialitatzada en braça i estils.
Mazereeuw representà el seu país en dos Jocs Olímpics d'Estiu, començant l'any 1972 a Múnic (Alemanya Occidental), però aconseguí els resultats més destacats de la seva carrera al Campionat del Món de natació de 1975, celebrat a Cali (Colòmbia), on guanyà dues medalles d'argent als 100 metres (1:14.29) i 200 metres (2:37.50) braça. També formà part de l'equip de relleus de 4 x 100 metres que guanyà la medalla de bronze amb un temps de 4:21.45. La seva millor actuació olímpica fou el cinquè lloc amb l'equip de relleus de 4 × 100 metres als Jocs Olímpics d'Estiu de 1976, celebrats a Mont-real (Quebec), amb un temps de 4:19.93.
Mazereeuw competí al Campionat d'Europa de 1974 i el de 1977, assolint com a millor resultat un quart lloc als relleus de 4 x 100 metres estils. Entre 1972 i 1977 aconseguí establir 15 rècords nacionals en diverses proves.